# Karate Kid: Legends
Karate Kid: Legends is een Amerikaanse dramatische martialartsfilm uit 2025 geregisseerd door Jonathan Entwistle. De film is de zesde film in de The Karate Kid-franchise en is een vervolg op de oorspronkelijke The Karate Kid filmserie uit 1984, de gelijknamige remake uit 2010 en de televisieserie Cobra Kai.

## Verhaal
De film volgt kungfu-wonderkind Li Fong, die na een familietragedie gedwongen wordt samen met zijn moeder hun huis in Peking te verlaten en naar New York te verhuizen. Li heeft daar moeite om zijn verleden los te laten, terwijl hij probeert zich aan te passen aan zijn nieuwe klasgenoten.
Als een nieuwe vriend zijn hulp nodig heeft, doet Li mee aan een karatewedstrijd, maar zijn vaardigheden alleen zijn niet genoeg. Li's kungfu-leraar Mr. Han roept de hulp in van de originele Karate Kid Daniel LaRusso. Li leert hierdoor een nieuwe manier van vechten, waarbij hij de twee stijlen van hen samenvoegt tot één voor de ultieme gevechtskunstconfrontatie.

## Rolverdeling
| acteur                 | personage      |
| ---------------------- | -------------- |
| Ben Wang               | Li Fong        |
| Jackie Chan            | Mr. Han        |
| Ralph Macchio          | Daniel LaRusso |
| Joshua Jackson         | Victor Lipani  |
| Sadie Stanley          | Mia Lipani     |
| Ming-Na Wen            | dokter Fong    |
| Aramis Knight          | Connor Day     |
| Wyatt Oleff            | Alan           |
| Shaunette Renée Wilson | mevrouw Morgan |

## Achtergrond

### Ontstaan
In juni 1984 werd de film The Karate Kid uitgebracht met Ralph Macchio in de hoofdrol. Hierna volgde drie vervolgfilms, Macchio keerde in de eerste twee vervolgfilms terug. In juni 2010 verscheen een gelijknamige remake gebaseerd op de film uit 1984 met Jackie Chan in een van de hoofdrollen. In mei 2018 werd de originele filmreeks opgevolgd door de televisieserie Cobra Kai, met Macchio in een van de hoofdrollen.
Karate Kid: Legends zal dienen als vervolg op al deze projecten, waarbij Macchio en Chan beide terugkeren in hun hoofdrollen.

### Ontwikkeling en productie
Nadat de 2010 remake in de bioscopen was verschenen was het oorspronkelijk de bedoeling om een vervolgfilm te maken gebaseerd op de remake. De film stond gepland om door Breck Eisner in april 2014 geregisseerd te worden. Eisner verliet echter het project drie maanden later, waardoor er een nieuw scenario werd geschreven door Jerimiah Friedman en Nick Palmer. Een aantal jaar verstreek en nadat Chan in oktober 2017 ontevredenheid over het scenario uitte verdween het plan naar de achtergrond.
De film werd vervolgens in september 2022 officieel aangekondigd en werd beschreven als de terugkeer van de originele franchise. In november 2023 werd bekendgemaakt dat Ralph Macchio van de originele filmreeks en Jackie Chan van de 2010 remake beide terugkeren in hun oorspronkelijke hoofdrollen. Hiermee werd voor het eerst bevestigd dat de 'remake' plaats vond in dezelfde wereld als de originele films en het niet een hervertelling was. Diezelfde maand werd Jonathan Entwistle bekendgemaakt als regisseur en Karen Rosenfelt als producent van de film. Het scenario van de film werd uiteindelijk geschreven door Rob Lieber. In februari 2024 werd Ben Wang aan de film toegevoegd als het titelpersonage; andere hoofdrollen werden weggelegd voor Joshua Jackson, Shaunette Renée Wilson en Sadie Stanley.
De opnames van de film ging van start op 1 april 2024 in Montréal, Canada en vonden plaats tot en met 3 juni 2024.

## Release en ontvangst
Op 17 december 2024 werden de eerste bewegende beelden gedeeld in de vorm van een trailer.
Karate Kid: Legends ging op 8 mei 2025 in première in Mexico City. De film wordt door distributeur Sony Pictures Releasing wereldwijd in de bioscopen uitgebracht en verschijnt op 29 mei 2025 in de Nederlandse bioscopen. De Verenigde Staten volgt een dag later, op 30 mei 2025. Oorspronkelijk had de film de releasedatum van 7 juni 2024, deze werd echter twee keer verschoven; de eerste keer wegens de SAG-AFTRA-staking van 2023 en de tweede keer zodat de film toch wel na het laatste seizoen van de televisieserie Cobra Kai uit zal komen die ook vertraging opliep.
De film kreeg middelmatige kritieken van de filmcritici, met een score van 59% op Rotten Tomatoes, gebaseerd op 189 beoordelingen.

### Kassaopbrengsten
Karate Kid: Legends ging op 30 mei 2025 in de Amerikaanse bioscopen in première naast Bring Her Back met de verwachting van een bruto-opbrengst in het openingsweekend van 25 à 30 miljoen Amerikaanse dollars in 3809 bioscopen. De film bracht uiteindelijk 20,3 miljoen dollar op in zijn openingsweekend en eindigde daarmee op de derde plaats aan de kassa. Op 1 juni 2025 had de film, samen met de opbrengst van 26 miljoen dollar in de andere gebieden, een totale opbrengst van 46,3 miljoen dollar.